# Dropout Kings
Dropout Kings  est un groupe américain de rap metal et nu metal, originaire de Phoenix, en Arizona. Dropout Kings sort deux albums : Audiodope (sorti le 10 août 2018) et Riot Music (sorti le 5 mai 2023), et un EP : GlitchGang (sorti le 6 avril 2021).

## Histoire
Dropout Kings est formé par Adam Ramey après la séparation de son précédent groupe The Bad Chapter en 2015. Comme moyen de rester actif musicalement, il approche le rappeur Eddie Wellz pour faire une reprise de Lying from You de Linkin Park après avoir vu une vidéo de Wellz en train de se produire sur YouTube. En raison de l'accueil positif, Ramey approche les anciens membres de The Bad Chapter, Trevor Norgren et plus tard Staig Flynn et Rob Sebastian, ainsi que son ancien compagnon de groupe Chucky Guzman de We the Collectors, pour former un nouveau groupe appelé Phoenix Down, qui change de nom en 2017 pour devenir Dropout Kings.
Le 6 avril 2018, Dropout Kings est annoncé avoir signé avec Napalm Records, et le groupe publie le même jour le clip de NVM, le premier single de leur premier album AudioDope. Le 8 juin 2018, le groupe publie le clip de Scratch and Claw, le deuxième single de AudioDope. AudioDope sort le 10 août 2018. AudioDope atteint deux classements aux États-Unis, #52-Top New Artist Albums et #112-Record Label Independent Current Albums. En juillet et août 2018, le groupe tourne aux États-Unis et au Canada avec OTEP. Pendant la tournée d'Otep, le groupe annonce qu'il est managé par Dez Fafara, le chanteur de DevilDriver et Coal Chamber.
En février et mars 2019, le groupe tourne avec Outline in Color, Deadships et Dead Crown. Le 19 mars 2019, Dayshell présente le groupe sur son single Kombat. Le 6 juin 2023, Chucky quitte le groupe et Rob passe à la guitare, transformant le groupe en un quatuor permanent.

## Discographie

### Albums studio
- 2018 : AudioDope
- 2023 : Riot Music

### EP
- 2020 : GlitchGang (Stay Sick Recordings, réédité en 2021 chez Suburban Noize Records)

### Singles
- 2016 : Street Sharks (sous Phoenix Down)
- 2018 : NVM
- 2018 : Scratch and Claw
- 2018 : Going Rogue (feat. Landon Tewers)
- 2020 : GlitchGang
- 2020 : I Ain't Depressed (feat. Hacktivist)
- 2021 : Virus (feat. Shayley Bourget) (no 33 Mainstream Rock Songs[15])